# Полежай Павло Тихонович
Павло Тихонович Полежай (20 квітня 1920, село Комендантівка, Полтавська губернія, нині Кременчуцького району Полтавської області — 2 травня 1973, Харків) — радянський і український правознавець, фахівець у галузі теорії держави і права. Доктор юридичних наук (1967), професор (1969), професор і завідувач кафедри (1971—1973) теорії держави та права Харківського юридичного інституту. Учасник Німецько-радянської війни.

## Біографія
Павло Полежай народився 20 квітня 1923 року в селі Комендантівка Полтавської губернії (нині Кременчуцького району Полтавської області). У 1941 році закінчив Харківське військове училище зв'язку . Брав участь у Радянсько-німецькій війні, воював на Південно-Західному фронті, був командиром розвідувального взводу і начальником зв'язку дивізіону, мав військове звання лейтенанта.
Вищу освіту Полежай отримав в Харківському юридичному інституті (ХЮІ), який закінчив у 1948 році. По закінченню інституту, з 1949 до 1950 працював на посаді старшого слідчого Дніпропетровської обласної прокуратури.
У 1950 поступив до аспірантури ХЮІ, після закінчення якої у 1952 продовжив працювати в цьому виші. Послідовно посідав посади викладача, доцента та професора на кафедрі теорії держави і права (з 1953 до 1963 — кафедра теорії та історії держави і права)
У 1971 році Павло Тихонович очолив кафедру теорії держави і права ХЮІ, якою завідував аж до своєї смерті. За час перебування Полежая на цій посаді, кафедра була організаційно укріплена, а її наукова, педагогічна та методична робота активізована. Павло Тихонович Полежай помер 2 травня 1973 року у Харкові.

## Наукова діяльність
У коло науково-дослідницьких питань Павла Тихоновича входили наступні проблеми теорії держави і права — праворозуміння, теорія правовідносин, співвідношення права з політикою та економікою, співвідношення законності та доцільності в правотворчій діяльності держави, сутність різних історичних типів держави і права.
У 1953 році під науковим керівництвом професора Володимира Сливицького захистив дисертацію на тему «Творча роль радянського права в здійсненні господарсько-організаторської функції радянської держави» на здобуття наукового ступеня кандидата юридичних наук. Написав дві докторські дисертації за темами «Політика і право в соціалістичному суспільстві»  і «Радянське право і політика в період будівництва комунізму», останню з яких успішно захистив в 1967 році й отримав науковий ступінь доктора юридичних наук. У 1969 році (за іншими даними у 1970 році) йому було надано вчене звання професора.
Був автором більш ніж 40 праць, основними серед яких: «Про співвідношення юридичних і технічних норм в соціалістичному суспільстві» (1960, співавтор), «Сутність права» (1964), «До питання про поняття соціалістичного права» (1965), «Правові відносини» (1965), «Специфічні співвідношення права і економіки в соціалістичному суспільстві» (1970) і «Економіка, політика і право в соціалістичному суспільстві» (1973).

## Нагороди
Петро Тихонович Полежай був нагороджений орденом Червоної Зірки (6 травня 1965) і двома медалями «За перемогу над Німеччиною у Великій Вітчизняній війні 1941—1945 рр.» (9 травня 1945) і «Двадцять років Перемоги у Великій Вітчизняній війні 1941—1945 рр.».